# Namarunu
Namarunu är en kulle i Kenya.   Den ligger i länet Turkana, i den centrala delen av landet, 400 km norr om huvudstaden Nairobi. Toppen på Namarunu är 768 meter över havet.
Terrängen runt Namarunu är kuperad västerut, men österut är den platt. Runt Namarunu är det mycket glesbefolkat, med 2 invånare per kvadratkilometer. Det finns inga samhällen i närheten. Omgivningarna runt Namarunu är i huvudsak ett öppet busklandskap.